# Trylleri
Trylleri er i fiktionen anvendelsen af magiske, overnaturlige kræfter. I den virkelige verden er det en behændighedskunst tilrettelagt på en måde at udøveren – tryllekunstneren – fremstår som en person med magiske evner, hvad vedkommende naturligvis ikke har.
Hemmeligheden ved trylleri er at fremskabe en illusion. Enten ved behændighed, synsbedrag eller at aflede opmærksomheden i det gældende øjeblik. Mange tryllekunster er også muliggjort ved specielt udformede rekvisitter.
Som eksempler på berømte illusionister kan nævnes Harry Houdini og David Copperfield. Blandt de berømte danske illusionister er Truxa, Harry August Jansen og Professor Tribini, der også var gøgler på Bakken, han blev brugt som sarkastisk reference i Lars von Trier's Riget. I dagens Danmark har vi Rune Klan og Deutsch & Solberg.